# R. C. Wall Manufacturing Company
R. C. Wall Manufacturing Company war ein US-amerikanischer Hersteller von Fahrzeugen und Motoren.

## Unternehmensgeschichte
Das Unternehmen hatte seinen Sitz in Philadelphia in Pennsylvania. Die älteste bekannte Erwähnung stammt vom 1. April 1894. Es stellte von 1895 bis 1898 Fahrräder der Marke Wall’s Special her. Außerdem entstanden Ottomotoren, Kraftübertragungen sowie ab 1900 Automobile. Der Markenname lautete Wall. 1903 endete die Produktion von Kraftfahrzeugen.

## Kraftfahrzeuge
Das erste Modell hatte einen Zweizylindermotor. Er leistete 4 PS. Der offene Runabout bot Platz für zwei Personen. Der Neupreis betrug anfangs 750 US-Dollar und 800 Dollar ab 1902. Eine Quelle gibt darüber hinaus an, dass der Motor zunächst unter dem Sitz montiert war, und die Lenkung über einen Lenkhebel bedient wurde. Erst 1903 gab es einen Frontmotor und ein Lenkrad.
1903 kam ein zweites Modell dazu. Es hatte einen Dreizylindermotor mit Wasserkühlung. 107,95 mm Bohrung und 120,65 mm Hub ergaben 3313 cm³ Hubraum und 9 PS Leistung. Zur Wahl standen Tonneau und Lieferwagen für jeweils 1200 Dollar.
Eine Quelle nennt außerdem bereits für 1901 ein Dreizylindermodell mit 9 PS Leistung und einem Aufbau als fünfsitzigen Tonneau für einen Preis von 1500 Dollar.